# Zygodon johnstonii
Zygodon johnstonii là một loài rêu trong họ Orthotrichaceae. Loài này được Broth. ex Malta mô tả khoa học đầu tiên năm 1926.